# ناحیه هورون، میشیگان
ناحیه هورون (به انگلیسی: Huron Township) یک منطقهٔ مسکونی در ایالات متحده آمریکا است که در شهرستان هورون، میشیگان واقع شده‌است.
 ناحیه هورون ۸۷٫۱ کیلومتر مربع مساحت و ۴۲۳ نفر جمعیت دارد و ۲۰۴ متر بالاتر از سطح دریا واقع شده‌است.